# Sankt Wendel
Sankt Wendel o St. Wendel és una ciutat i municipi del districte de Sankt Wendel a l'estat federat alemany de Saarland. Està situada a la riba del riu Blies, aproximadament a 36 km al nord-est de Saarbrücken.
A Sankt Wendel s'hi han disputat els Campionats del món de ciclocròs de 2005 i de 2011.

## Nuclis
- Bliesen
- Bubach
- Dörrenbach
- Hoof
- Leitersweiler
- Marth
- Niederkirchen
- Niederlinxweiler
- Oberlinxweiler
- Osterbrücken
- Remmesweiler
- Saal
- Sankt Wendel
- Urweiler
- Werschweiler
- Winterbach

## Persones notables
- Philipp J Riotte (1776-1856), compositor
- Siegmund Nimsgern (1940), cantant d'opera
- Matthias Maurer (1970), astronauta